# 액턴역 (온타리오주)
액턴역(Acton Station)은 캐나다 온타리오주 홀턴힐스에 위치한 마을인 액턴 중심부에 자리잡은 통근열차역으로, 밀 스트리트와 이스턴 애비뉴에 위치해있다. 이 역에는 토론토와 키치너를 오가는 GO 트랜싯의 통근열차 노선인 키치너선 열차가 정차한다. 그랜드트렁크 철도가 1908년에 처음 역을 짓고 1970년대에 건물이 철거되었으며, 이후 2013년 1월 7일에 GO 트랜싯의 새로운 통근열차 정차역으로 부활하였다.

## 위치
액턴역은 메트로링스가 소유하는 궬프선 35.6마일 (57.3km) 지점에 위치해있으며, 서쪽으로 궬프 센트럴역, 동쪽으로 조지타운역 사이에 있다. 선로는 메트로링스가 소유하고 있지만 캐나다 내셔널 철도 (CN)의 화물열차 또한 통과할 수 있다.
조지타운에서 키치너로 향하는 열차는 조지타운 야적장 선로 서쪽에서 빠져나와 본선으로 다시 합류한다. 메트로링스가 이 구간을 사들이기 전에는 이 선로를 소유했던 고드리치 & 엑시터 철도 신호원에게 무전으로 해당 선로로 지나갈 수 있는지 물어보느라 지연이 종종 생겼는데, 주 공기업인 메트로링스가 이 구간을 매입하면서 열차 지연도 줄어들었고 키치너까지는 1시간 거리로 줄어들었다. 조지타운에서 액턴까지 선로 근처 지역은 대부분 시골 지역으로, 작은 마을과 숲으로 계속 이어진다. 액턴역은 19세기 말에 지어졌던 창고인 올드 하이드 하우스 (Olde Hyde House) 근처에 지어졌으며, 이 창고는 지금 옷가게로 쓰이고 있다. 액턴에서 궬프까지는 다시 시골 풍경으로, 경사로를 지나 에라모사강을 건너면 궬프 시내에 있는 궬프 센트럴역이 보인다.

## 역사
액턴의 첫 번째 역은 1856년에 그랜드트렁크 철도가 토론토에서 서쪽으로 새로운 노선을 지으면서 개통하였다. 그랜드트렁크 철도는 토론토 동쪽으로는 주로 석회암으로만 역 건물을 지었지만, 토론토 서쪽의 일부 역은 건설 비용을 절감하기 위해 목재 또는 벽돌로 지어졌다. 액턴은 19세기 중반에 지어진 그랜드트렁크의 다른 역 디자인과 비슷하지만 주로 목재로 지어진 역 중 하나였다. 이 역은 당시 액턴처럼 작은 동네에 필요한 기본적인 편의 시설을 갖춘 지붕이 있는 직사각형 구조였다. 액턴에 철도가 개통하면서 이 동네는 1874년에 마을로 정식 발족하였고, 지역 사회에 번영과 성장을 불러왔다. 같은 해 철도 궤간은 기존 1676.4mm 광궤에서 표준궤인 1435mm로 바뀌었다.
그랜드트렁크 철도는 1905년 4월에 토론토에서 사니아까지 기존에 대피선이 있는 단선에서 전구간 복선으로 확장되었다. 이와 동시에 액턴역에 승객이 늘어나면서 1908년 빅토리아 시대와 에드워드 시대에 흔히 볼 수 있는 수많은 장식이 특징인 신역사가 개통하였다. 가장 주목할 만한 점은 한 쌍의 탑이 있다는 점인데, 그 중 큰 탑은 역무실에 위치해있었다. 큰 탑은 꼭대기가 피라미드 모양이고 나머지는 직사각형 모양이다. 작은 탑은 원뿔형에 꼭대기가 "마녀의 모자" 모양으로, 건물 남서쪽 모퉁이에 있는 터릿 위에 있었다. 큰 탑은 이후 완전히 철거되었다.
그랜드트렁크는 1차 세계대전 이후로 재정난으로 1923년에 국유화되어 캐나다 내셔널 철도에 합병되었다. 1941년까지 여객열차가 하루 10번 정차하던 액턴역은 20세기 초중반에 자동차가 대중화되면서 승객 수가 감소하였다. 이와 동시에 1960년에 액턴 남쪽으로 401번 고속도로가 완공되고 비슷한 시기에 다른 고속도로가 계속 지어지면서 감소세가 계속 이어졌다. 액턴역은 이에 따라 1967년에 여객 취급이 중단되고 이후 중앙교통관제센터가 설치될 때까지 열차 시간표를 조정하는 열차 주문 사무실로 남아있었다. 역 건물은 이후 1970년대에 철거되었다.
한편 토론토 지역의 여객철도가 기존 CN 철도에서 토론토에 기반을 둔 광역교통기관인 GO 트랜싯으로 점차 바뀌었지만, 처음에는 피커링과 오크빌 사이만 운행하였다. 1974년에 개통한 조지타운선은 처음에 조지타운까지만 운행했지만 1990년에 궬프까지 연장되었다. 하지만 궬프까지 가던 이 열차는 액턴에 정차하지 않았고 1993년에 주 정부 예산 감축으로 노선 종점이 조지타운으로 원상복귀되었다. 조지타운선 종점은 2011년에 키치너까지 연장되어 노선명이 키치너선으로 바뀌었고, 2013년 1월에 액턴에 새로운 역이 개통하면서 46년만에 처음으로 액턴에 여객 열차 운행이 재개되었다.

## 시설
액턴역은 직원이 상주하지 않는 무인역으로, 통근열차 요금을 지불하는 방법은 몇 가지가 있다. 역에 있는 자동판매기를 통해 프레스토 카드를 구매하고 충전할 수 있으며, 또한 일회용 티켓을 구매할 수도 있다. 또한 프레스토 단말기에 신용카드, 체크카드 또는 모바일페이를 통해 요금을 지불할 수 있으며, 스마트폰을 통해 GO 트랜싯 홈페이지에서 이티켓 (e-ticket)을 구매하는 방법도 있다.
액턴역은 역 건물이 따로 존재하지 않고 승강장이 하나만 있는 단촐한 역으로, 역 승강장에는 눈이나 비를 피할 수 있는 쉼터가 있으며 겨울에는 난방도 된다. 역에는 또한 공중전화가 있으며 와이파이도 지원된다. 액턴역에 있는 환승 주차장에는 최대 48시간까지 무료로 주차할 수 있으며, 46대의 주차 공간이 있다. 다른 역과 달리 주차 공간을 사전에 예약하거나 카풀 전용 주차 공간은 마련되어있지 않다. 한편 자전거를 타고 오는 승객들을 위한 자전거 거치대가 마련되어있다.
이 역에 운행하는 시내버스는 없지만 통근열차가 정차하지 않는 시간대에 대신 GO 트랜싯의 31번이나 33번 버스를 이용하고자 할 경우 밀 스트리트와 펠로우스 스트리트에 있는 정거장에서 버스에 승차할 수 있다.

## 운행 계통
액턴역에는 키치너선 통근열차가 평일에 토론토 방면 10회, 키치너 방면 8회, 런던과 궬프 방면 열차가 각각 1회씩 정차한다. 통근열차가 운행하지 않는 시간대에는 31번이나 33번 광역버스가 그 빈틈을 채우며, 통근열차와 버스를 통틀어 평일 출퇴근 시간대에 30분, 평일 평시 및 주말에는 1시간 간격으로 운행하고 있다.

## 버스 연결편
액턴역에서는 통근열차가 정차하지 않는 시간대에 궬프, 조지타운, 브램턴, 토론토 방면 GO 트랜싯 버스가 정차한다. 시내버스는 따로 존재하지 않는다.
| 노선 | 노선            | 노선                | 종점        | 종점 | 종점                 | 경유지 | 기준일          | 비고 |
| ---- | --------------- | ------------------- | ----------- | ---- | -------------------- | --- | --------------- | ---- |
| 31   | 조지타운        | Georgetown          | 궬프 대학교 | ↔    | 유니언역 버스 터미널 | - 궬프 방면: 알마 / 잉커맨 · 궬프 센트럴역 · 궬프 대학교 - 토론토 방면: 메인 / 조지 · 조지타운역 · 궬프 / 킹 · 마운트플레전트역 · 메인 / 보베이어드 · 브램턴 시내 터미널 · 쇼퍼스 월드 브램턴 · 스틸즈 / 퍼스트걸프 · 브래멀리역 · 맬튼역 · 유니언역 버스 터미널 | 2023년 6월 24일 |      |
| 31A  | 조지타운        | Georgetown          | 궬프 대학교 | ↔    | 유니언역 버스 터미널 | - 궬프 방면: 알마 / 잉커맨 · 궬프 센트럴역 · 궬프 대학교 - 토론토 방면: 메인 / 조지 · 조지타운역 · 궬프 / 킹 · 마운트플레전트역 · 메인 / 보베이어드 · 브램턴 시내 터미널 · 쇼퍼스 월드 브램턴 · 스틸즈 / 퍼스트걸프 · 유니언역 버스 터미널                       | 2023년 6월 24일 |      |
| 31B  | 조지타운        | Georgetown          | 궬프 대학교 | ↔    | 브래멀리역           | - 궬프 방면: 알마 / 잉커맨 · 궬프 센트럴역 · 궬프 대학교 - 토론토 방면: 메인 / 조지 · 조지타운역 · 궬프 / 킹 · 마운트플레전트역 · 메인 / 보베이어드 · 브램턴 시내 터미널 · 쇼퍼스 월드 브램턴 · 스틸즈 / 퍼스트걸프 · 브래멀리역                                 | 2023년 6월 24일 |      |
| 31M  | 조지타운        | Georgetown          | 궬프 대학교 | ←    | 브램턴 시내 터미널   | 알마 / 잉커맨 · 궬프 센트럴역 · 궬프 대학교 | 2023년 6월 24일 |      |
| 33   | 궬프 / 노스요크 | Guelph / North York | 궬프 대학교 | ←    | 요크밀스 버스 터미널 | 알마 / 잉커맨 · 궬프 센트럴역 · 궬프 대학교 | 2023년 6월 24일 |      |
| 33C  | 궬프 / 노스요크 | Guelph / North York | 궬프 대학교 | →    | 조지타운역           | 메인 / 조지 · 조지타운역 | 2023년 6월 24일 |      |
| 33F  | 궬프 / 노스요크 | Guelph / North York | 궬프 대학교 | →    | 마운트플레전트역     | 메인 / 조지 · 조지타운역 · 궬프 / 킹 · 마운트플레전트역 | 2023년 6월 24일 |      |

## 인접 정차역
| 메트로링스 궬프선       | 메트로링스 궬프선  | 메트로링스 궬프선    |
| ----------------------- | ------------------ | -------------------- |
| 궬프 센트럴 키치너 방면 | GO 트랜싯 키치너선 | 조지타운 유니언 방면 |